# Giulio Calì
Pour les articles homonymes, voir Cali.

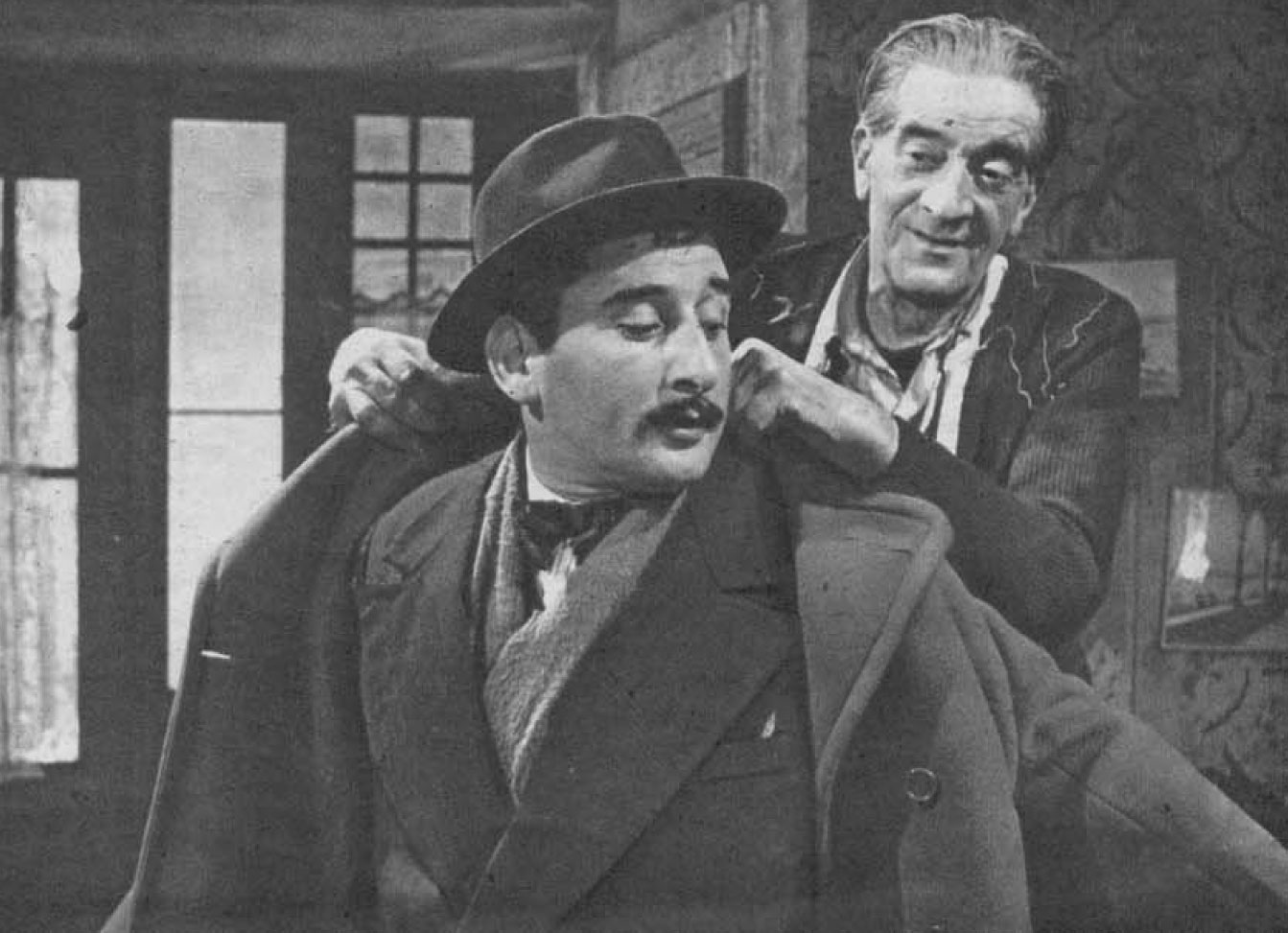
Avec Renato Rascel (à g.), dans Le Manteau (1952)

Giulio Ferrantini, né le 26 mars 1895 à Rome (Latium), ville où il est mort le 20 janvier 1967, est un acteur italien, connu sous le nom de scène de Giulio Calì.

## Biographie
Au cinéma (italien ou en coproduction), Giulio Calì apparaît comme second rôle (parfois non crédité) dans soixante-quatorze films, le premier étant Leçon de chimie à neuf heures de Mario Mattoli (1941, avec Alida Valli) ; le dernier sort en 1966, l'année précédant sa mort (début 1967), à 71 ans.
Il contribue notamment à quelques réalisations d'Alberto Lattuada, dont Les Feux du music-hall (coréalisé par Federico Fellini, 1950, avec Peppino De Filippo et Giulietta Masina) et Le Manteau (1952, avec Renato Rascel et Yvonne Sanson).
Mentionnons également La Porte du ciel de Vittorio De Sica (1945, avec Marina Berti et Massimo Girotti) et La Belle de Rome de Luigi Comencini (1955, avec Silvana Pampanini et Alberto Sordi).

## Filmographie partielle
- 1941 : Leçon de chimie à neuf heures (One 9 lezione di chimica) de Mario Mattoli : un pauvre
- 1945 : La Porte du ciel (La porta del cielo) de Vittorio De Sica : le napolitain curieux
- 1949 : Le Moulin du Pô (Il mulino del Po) d'Alberto Lattuada : Smarazzacucco
- 1950 : Mater Dei d'Emilio Cordero (it)
- 1950 : Les Feux du music-hall (Luci del varietà) d'Alberto Lattuada et Federico Fellini : le magicien Edison Will
- 1951 : Gendarmes et Voleurs (Guardia e ladri) de Mario Monicelli et Steno : le mendiant
- 1952 : Totò e i re di Roma de Mario Monicelli et Steno : le trompettiste
- 1952 : La Prisonnière de la tour de feu (Prigioniera della torre di fuoco) de Giorgio Walter Chili : Giulio
- 1952 : Cinque poveri in automobile de Mario Mattoli : le marié
- 1952 : Le Manteau (Il cappotto) d'Alberto Lattuada : le tailleur
- 1953 : J'ai choisi l'amour (Ho scello l'amore) de Mario Zampi
- 1953 : Dans les faubourgs de la ville (Ai margini della metropoli) de Carlo Lizzani : Calì
- 1953 : Le Chemin de l'espérance (Il viale della sperenza) de Dino Risi
- 1953 : Marco la Bagarre (Musoduro) de Giuseppe Bennati
- 1953 : Les Infidèles (Le infedeli) de Mario Monicelli et Steno : Giulio Cantagalli
- 1953 : La valigia dei sogni de Luigi Comencini : un employé de la bibliothèque
- 1954 : Les Gaîtés de la correctionnelle (Un giorno in pretura) de Steno : Augusto Mencacci
- 1954 : Jours d'amour (Giorni d'amore) de Giuseppe De Santis : Pietro Cafalla
- 1954 : L'Affranchi (Nel giorno del peccato) de Vittorio Cottafavi : le propriétaire
- 1954 : Un Américain à Rome (Un americano a Roma) de Steno : le père de Nando
- 1955 : Dommage que tu sois une canaille (Peccato che sia una canaglia) d'Alessandro Blasetti : le veilleur de nuit
- 1955 : Un héros de notre temps (Un eroe dei nostri tempi) de Mario Monicelli : le muet
- 1955 : La Belle de Rome (La bella di Roma) de Luigi Comencini : un serveur
- 1956 : Les Week-ends de Néron (Mio figlio Nerone) de Steno
- 1956 : Hommes et Loups (Uomini e lupi) de Giuseppe De Santis : Nazzareno
- 1956 : Una pelliccia di visone de Glauco Pellegrini
- 1957 : Les Mystères de Paris (I misteri de Parigi) de Fernando Cerchio
- 1957 : La Blonde enjôleuse (La ragazza del palio) de Luigi Zampa
- 1957 : Dites 33 (Totò, Vittorio e la dottoressa)  de Camillo Mastrocinque : un malade mental
- 1959 : Brèves Amours (Vacanze d'inverno) de Camillo Mastrocinque et Giuliano Carnimeo : Oncle Carlo
- 1959 : Un homme facile (Un uomo facile) de Paolo Heusch
- 1959 : La cento chilometri de Giulio Petroni : le vieil homme avec Angela
- 1960 : Les Évadés de la nuit (Era notte a Roma) de Roberto Rossellini : le chauffeur des fausses religieuses
- 1960 : L'Agent (Il vigile) de Luigi Zampa : le vieux berger
- 1962 : Les Trois Ennemis (I tre nemici) de Giorgio Simonelli : un client de la boutique
- 1963 : Huit et demi (Otto e mezzo) de Federico Fellini : un vieil homme dans la boue